# Нева Чіфтчіоглу
Нева Чіфтчіоглу Бейнс (нар. 1963 року, Ерзурум) — турецька та американська астробіолог, доктор наук і перша громадянка Туреччини, яка працює у НАСА. Чіфтчіоглу є першою турецькою жінкою, яка була номінована на лауреата Нобелівської премії в медицині. Немає доказів того, що її номінували на Нобелівську премію.

## Освіта
Нева навчалась в державній школі. У 1985 році закінчила біологічний факультет університету Хаджеттепе. Того ж року вона захистила ступінь магістра з мікробіології в університеті Тіппа, штат Анкара, і отримала ступінь доктора.

## Наукова діяльність
У 1991 році їй було присвоєно державну стипендію і вона розпочала свою кар'єру з галузі біотехнології в університеті Куопіо у Фінляндії та стала доцентом цього ж університету. Доктор Олаві Каяндер допоміг Нева Чіфтчіоглу виділити, новий мікроорганізм, який вони назвали нанобактеріями, який спричиняє кальцифікацію в організмі. Згідно з теорією Чіфтчіоглу і Каяндер, патологічні кальцифікати у 25 % невідомих захворювань людини ініціюються нанобактеріями. До таких захворювань, що спричинюють кальцифікацію належать: камені у нирках, камені в жовчному міхурі, зубні камені, вогнища вапна, що спостерігаються при раку, Альцгеймера бляшки і атеросклероз. Пізніше наукове співтовариство сфальсифікувало теорію нанобактерій. Сьогодні доведено, що нанобактерій не існує, а спостережувані частинки були неорганічними мінералами.
Нева Чіфтчіоглу брала участь у наукових дослідженнях багатьох університетів світу. Зараз вона співпрацює з 5 європейськими країнами, Канадою та Америкою.
Олаві Каяндер і Нева Чіфтчіоглу в 2000 році заснували в Фінляндії компанію Nanobac Oy для розробки медичних діагностичних комплектів ідентифікації нанобактерій і розробки способів лікування хвороб затвердіння. Компанія була підпорядкована  в 2003 році компанії Nanobac Pharmaceuticals, Inc.
В 1998 році Її діяльність привернула увагу Американського космічного агентства НАСА і вона була прийнята в якості повноправного члена Інституту Астробіології НАСА. У 2001 році вона переїхала до космічного центру НАСА. Зараз вона працює науковим радником в НАСА. На даний час не працює в жодній установі.
Під час вручення  Наукової премії Ротарі, вчені  з різних країн світу, були прив'язані до церемонії методом телеконференції та вітали Неву Чіфтчіоглу. У своєму виступі Нева Шифтчіоглу з великою смиренністю сказала:
|  | Я дуже пишаюся тим, що є дочкою Ататюрка. Я хотіла би підкреслити, що я застосовую такий принцип свого життя: я поважаю людей... Замість того, щоб конкурувати з ними, я змагаюсь із собою, із собою постійно. |

Нева Чіфтчіоглу отримала стипендії від багатьох університетів по всьому світу. Їй присуджено десять міжнародних нагород.

## Нагороди та номінації
Скандинавська наукова премія
Нобелівська премія з медицина Нобелівську премію вона не отримала і на премії також не висувалася.
Наукова премія Ротарі Клубу Золота Корона

## Дивись також
Нанобактерії• НАСА